# Tomas Mikuckis
Tomas Mikuckis (sinh ngày 13 tháng 1 năm 1983) là một cầu thủ bóng đá người Litva. Anh thi đấu cho FK Kauno Žalgiris.